# Souvenirs de Bayreuth
Les Souvenirs de Bayreuth, « fantaisie en forme de quadrille sur les thèmes favoris de L'Anneau du Nibelung de Richard Wagner », est une œuvre pour piano à quatre mains, composée par Gabriel Fauré et André Messager en 1880 et parodiant le matériau musical de la Tétralogie de Wagner. Cette suite de cinq pièces brèves est publiée en 1930 aux éditions Costallat.

## Présentation
L'œuvre est composée de cinq pièces, sans indications de titres ou de mouvements :
1. à 
 — reprend l'appel de Brunnhilde « Hoiotoho » et la célèbre chevauchée du début de l'acte III de La Walkyrie,
2. à 
 — reprend le leitmotiv du « Tarnhelm » (le masque d'invisibilité) de L'Or du Rhin,
3. à 
 — reprend le chant d'amour de Siegmund (La Walkyrie),
4. à 
 — reprend les leitmotives du « feu magique » et l'appel de Wotan à la fin de La Walkyrie,
5. à 
 — reprend reprenant l'appel de Siegfried à l'acte III du Crépuscule des Dieux et le chant des filles du Rhin qui ouvre et ferme la Tétralogie.

## Analyse
Dans ces Souvenirs de Bayreuth, « la paraphrase prend les allures d'une parodie facétieuse et pleine de truculence ». Selon François-René Tranchefort, ces cinq pièces brèves — proches des Souvenirs de Munich d'Emmanuel Chabrier, qui brocardaient les « thèmes favoris » de Tristan et Isolde — « introduisent une note d'humour dans cet univers intime imprégné de la plus délicate sensibilité » qu'est l'œuvre pour piano de Fauré.
Gustave Samazeuilh rappelle à ceux qui en douteraient que les deux quadrilles satiriques de Chabrier et de Fauré-Messager, « de la plus amusante fantaisie », faisaient le « régal » des wagnériens eux-mêmes « aux temps héroïques du wagnérisme » — au point d'en faire réaliser des transcriptions pour piano seul,.

## Discographie
- Kathryn Stott et Martin Roscoe, Gabriel Fauré: The Complete Music for Piano, Hyperion 44601, 2014.
- Éric Le Sage et Alexandre Tharaud, Gabriel Fauré – 4, Alpha 603, 2013.
- Pierre-Alain Volondat et Patrick De Hooge, Fauré: Four Hand Piano Music, Naxos 8.553638, 2000.